# 米哈伊利夫卡 (奧萊夫斯克市鎮)
51°19′46″N 27°35′4″E / 51.32944°N 27.58444°E
米哈伊利夫卡（烏克蘭語：Михайлівка）是位於烏克蘭北部的村莊，由日托米爾州科羅斯堅區的奧萊夫斯克市鎮負責管轄。該村始建於1939年，面積0.72平方公里，海拔高度178米，2001年人口240，人口密度每平方公里333.33人。